# Alphabet gréco-ibère

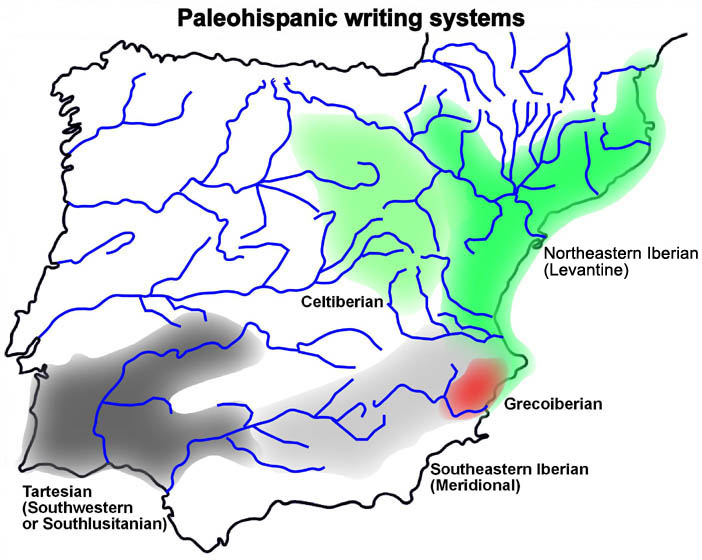
Écritures paléo-hispaniques

L'alphabet gréco-ibère est une adaptation directe d'une variante ionique de l'alphabet grec à la spécificité de la langue Ibére. Cette écriture est donc un alphabet et n'a pas le caractère distinctif des écritures paléo-hispaniques, qui présentent des signes ayant des valeurs syllabiques, pour les consonnes occlusives et des signes avec des valeurs de phonèmes uniques pour le reste de consonnes et de voyelles.

## Localisation des découvertes

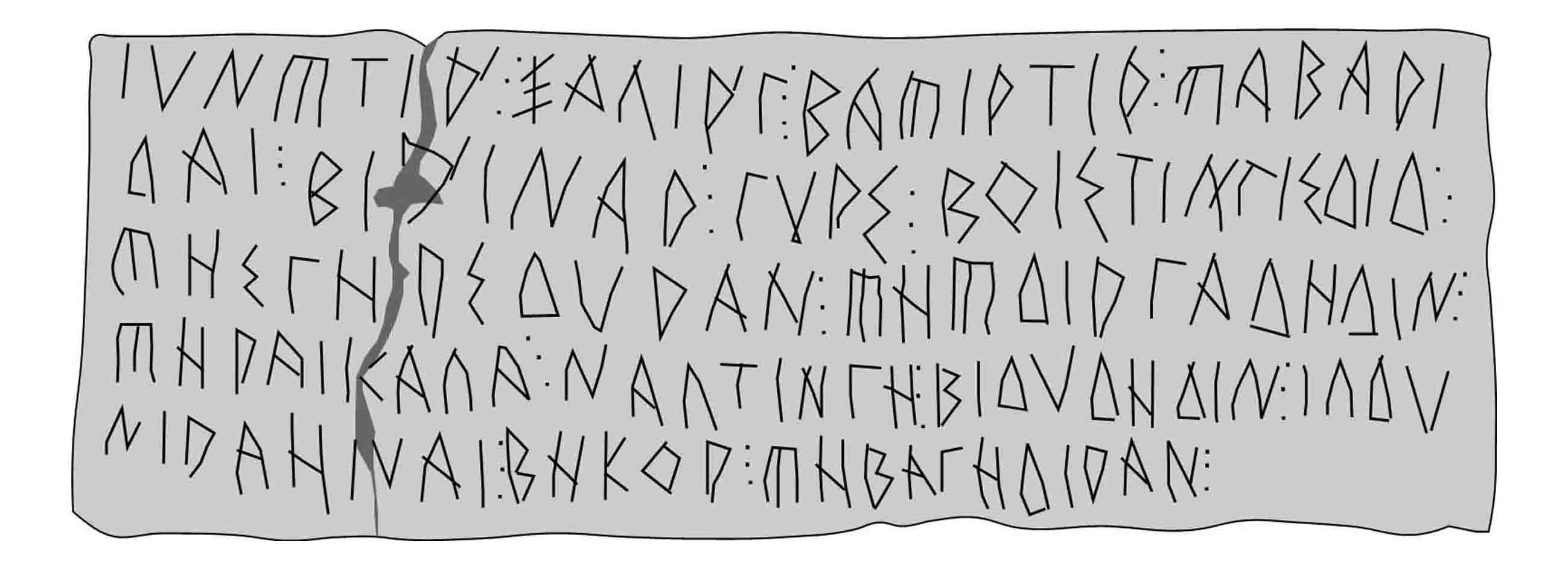
Plaque de plomb de la Serreta (Alcoi).

Les inscriptions qui utilisent l'alphabet gréco-ibérique ont été trouvés principalement à Alicante et à Murcie. Leur sens d'écriture est de gauche à droite. Le nombre d'inscriptions gréco-ibériques connues est faible : moins de deux douzaines d'inscriptions sur céramique et une douzaine de plaques de plomb, parmi lesquelles se trouvent la plaque de plomb de La Serreta (Alcoy, Alicante) et la plaque de plomb d'El Cigarralejo (Mula, Murcie). Le contexte archéologique des inscriptions gréco-ibériques semble être concentré au IVe siècle av. J.-C., mais les caractéristiques paléographiques du modèle indiquent que l'adaptation peut dater du Ve siècle av. J.-C.

## Typologie

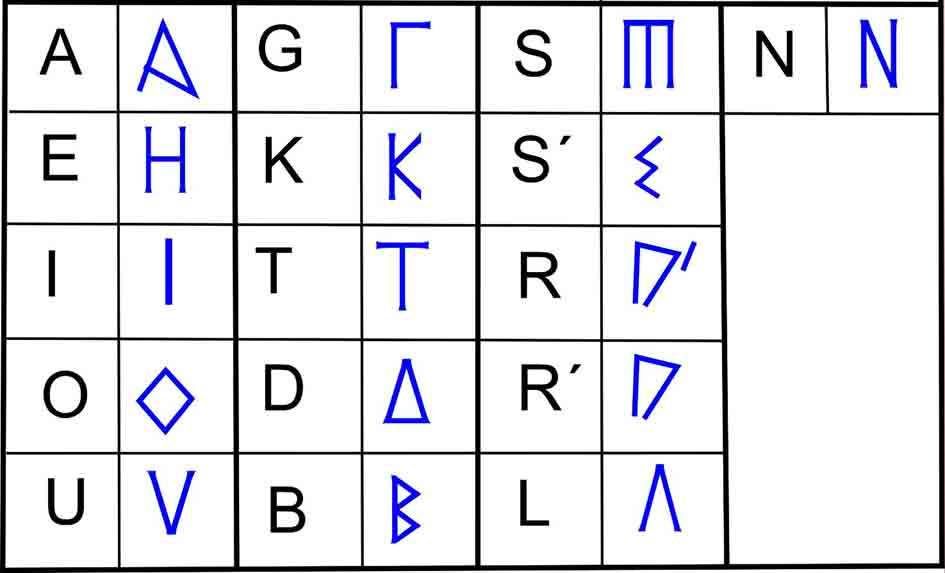
Un alphabet Gréco-ibérique

L'alphabet gréco-ibérique contient 16 signes identiques aux signes grecs, sauf pour le signe correspondant à la seconde consonne rhotique : cinq voyelles, trois consonnes occlusives voisées (labiale, dentale et vélaire), mais seulement deux consonnes occlusives sourdes (dentale et vélaire), deux sifflantes, deux rhotiques, une latérale, et un seul signe nasal. Pour représenter la deuxième consonne rhotique, rho reçoit un trait supplémentaire. La voyelle êta est utilisée à la place de epsilon pour représenter /e/. La seule lettre ne se trouvant pas dans la variante moderne de l'alphabet grec est sampi. 
La forme des lettres formes est pétroglyphique puisque la surface d'écriture (céramique, pierre, plomb) ne permet des glyphes anguleux faits de traits droits.
| Voyelles | Voyelles | Occlusives | Occlusives | Sifflantes, Rhotiques, Labiales | Sifflantes, Rhotiques, Labiales | Nasale | Nasale |
| -------- | -------- | ---------- | ---------- | ------------------------------- | ------------------------------- | ------ | ------ |
| Alpha    | Α        | Gamma      | Γ          | Sampi                           | Ϡ                               | Nu     | Ν      |
| Eta      | Η        | Kappa      | Κ          | Sigma                           | Σ                               |        |        |
| Iota     | Ι        | Tau        | Τ          | Rho’                            | Ρ                               |        |        |
| Omicron  | Ο        | Delta      | Δ          | Rho                             | Ρ                               |        |        |
| Upsilon  | Υ        | Beta       | Β          | Lambda                          | Λ                               |        |        |